# John Peter Altgeld

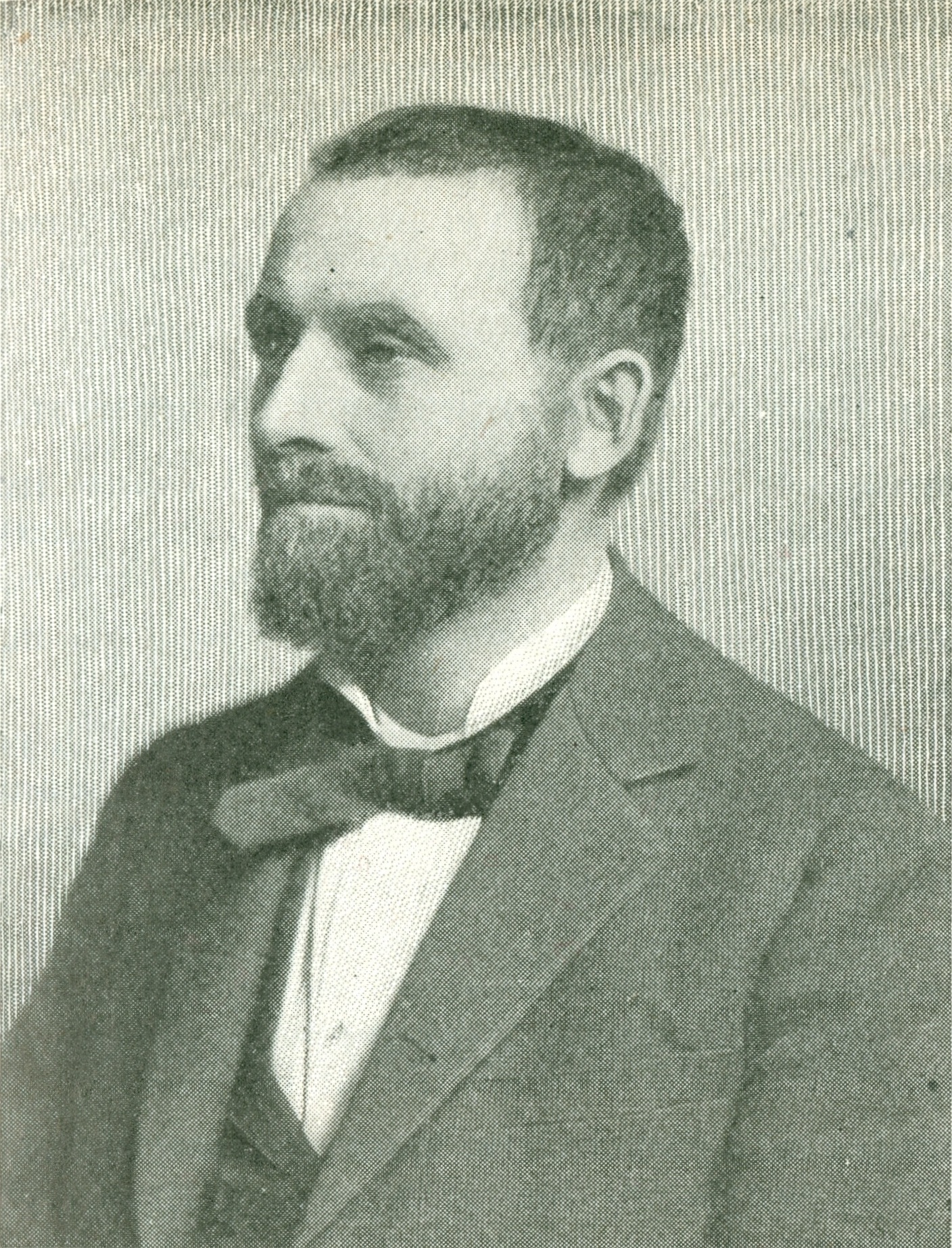
John Peter Altgeld

John Peter Altgeld, geboren als Johann Wilhelm Altgelt (* 30. Dezember 1847 in Selters, Herzogtum Nassau; † 12. März 1902 in Joliet, Illinois) war ein US-amerikanischer Politiker deutscher Herkunft in der Demokratischen Partei und von 1893 bis 1897 der 20. Gouverneur des Bundesstaates Illinois.

## Frühe Jahre
Der im heutigen Rheinland-Pfalz geborene John Altgeld kam schon früh mit seinen Eltern nach Mansfield im Richland County in Ohio. Dort besuchte er die örtlichen Schulen. Im noch minderjährigen Alter von 16 Jahren trat er dem Unionsheer bei, um im Bürgerkrieg auf Seiten der Nordstaaten zu kämpfen. Um überhaupt in die Armee aufgenommen zu werden, musste er sein wahres Alter verheimlichen. Während des Krieges erkrankte er in Virginia an einem Fieber, an dem er fast gestorben wäre. Nach dem Krieg  arbeitete er wieder auf dem Hof seines Vaters, studierte in der Bibliothek eines Nachbarn, sowie an einer privaten Schule in Lexington und arbeitete für zwei Jahre als Lehrer. Nach einem kurzen Zwischenspiel an einer Schule in Ohio übersiedelte er nach Missouri und studierte Jura. Während dieser Zeit arbeitete er zeitweise beim Eisenbahnbau. In Missouri wurde er zunächst Rechtsanwalt und ab 1874 Bezirksstaatsanwalt im Andrew County.

## Politischer Aufstieg in Illinois
Schon bald gab Altgeld seine Position in Missouri auf und zog nach Chicago, wo er eine erfolgreiche Anwaltskanzlei eröffnete, bei der bald auch aufstrebende Größen der Branche wie Clarence Darrow arbeiteten. Durch eine Reihe erfolgreicher Immobiliengeschäfte und Entwicklungsprojekte wurde er wohlhabend, vor allem durch das Unity Building, ein 16-stöckiges Bürogebäude, das zu dieser Zeit das höchste Gebäude von Chicago war. Im Jahr 1884 bewarb sich Altgeld erfolglos um einen Sitz im Kongress. Zwischen 1886 und 1891 war er beim Oberlandesgericht (Superior Court) als Richter tätig. Im Jahr 1892 wurde er von der Demokratischen Partei als Kandidat für das Amt des Gouverneurs nominiert.

## Gouverneur von Illinois
Nachdem es ihm gelungen war, den republikanischen Amtsinhaber Joseph Fifer zu schlagen, konnte Altgeld am 10. Januar 1893 seine vierjährige Amtszeit antreten. Noch vor dem Amtsantritt erlitt er einen Nervenzusammenbruch und wäre fast mit begleitendem Fieber gestorben. Es gelang ihm zwar, an der Amtseinführung teilzunehmen, aber er konnte nur einen kleinen Teil seiner Rede selbst halten. Der Rest musste verlesen werden. Wieder genesen initiierte Altgeld die strengsten Gesetze der Vereinigten Staaten zur Regelung der Kinderarbeit und Sicherheitsbestimmungen am Arbeitsplatz, berief Frauen auf wichtige Posten in der Verwaltung des Staates und steigerte die Ausgaben für Bildung beträchtlich. Am bekanntesten bleibt jedoch seine 1893 vorgenommene Begnadigung der drei überlebenden Verdächtigen, Oscar Neebe, Samuel Fielden und Michael Schwab, die wegen des Bombenanschlags verurteilt worden waren, der am 4. Mai 1886 zu den Unruhen am Haymarket Square (Haymarket Riot) geführt hatte. Auch widersprach er Präsident Grover Clevelands Entscheidung, während des Pullman-Streiks Bundestruppen nach Chicago zu entsenden – für einen Gouverneur der damaligen Zeit ein höchst ungewöhnlicher Standpunkt. Als die belagerten Pullman-Arbeiter am 5. Juli 1894 rebellierten, entsandte Altgeld auf Ersuchen von Bürgermeister John Patrick Hopkins doch die Nationalgarde. Bei den folgenden Kämpfen kamen mehrere Arbeiter ums Leben. Dieser Vorfall sowie die Begnadigungen waren sehr unpopulär und Wasser auf die Mühlen seiner politischen Gegner. Letztlich kostete es Altgeld sein Gouverneursamt, denn er verlor die Wahlen des Jahres 1896 gegen seinen Herausforderer John Riley Tanner.

## Weitere Laufbahn
Nach dem Ausscheiden aus dem Amt des Gouverneurs blieb Altgeld weiterhin politisch aktiv. Er war gegen eine erneute Präsidentschaftskandidatur von Grover Cleveland und setzte sich für William Jennings Bryan ein, der allerdings in Illinois und auch bundesweit gegen William McKinley verlor.

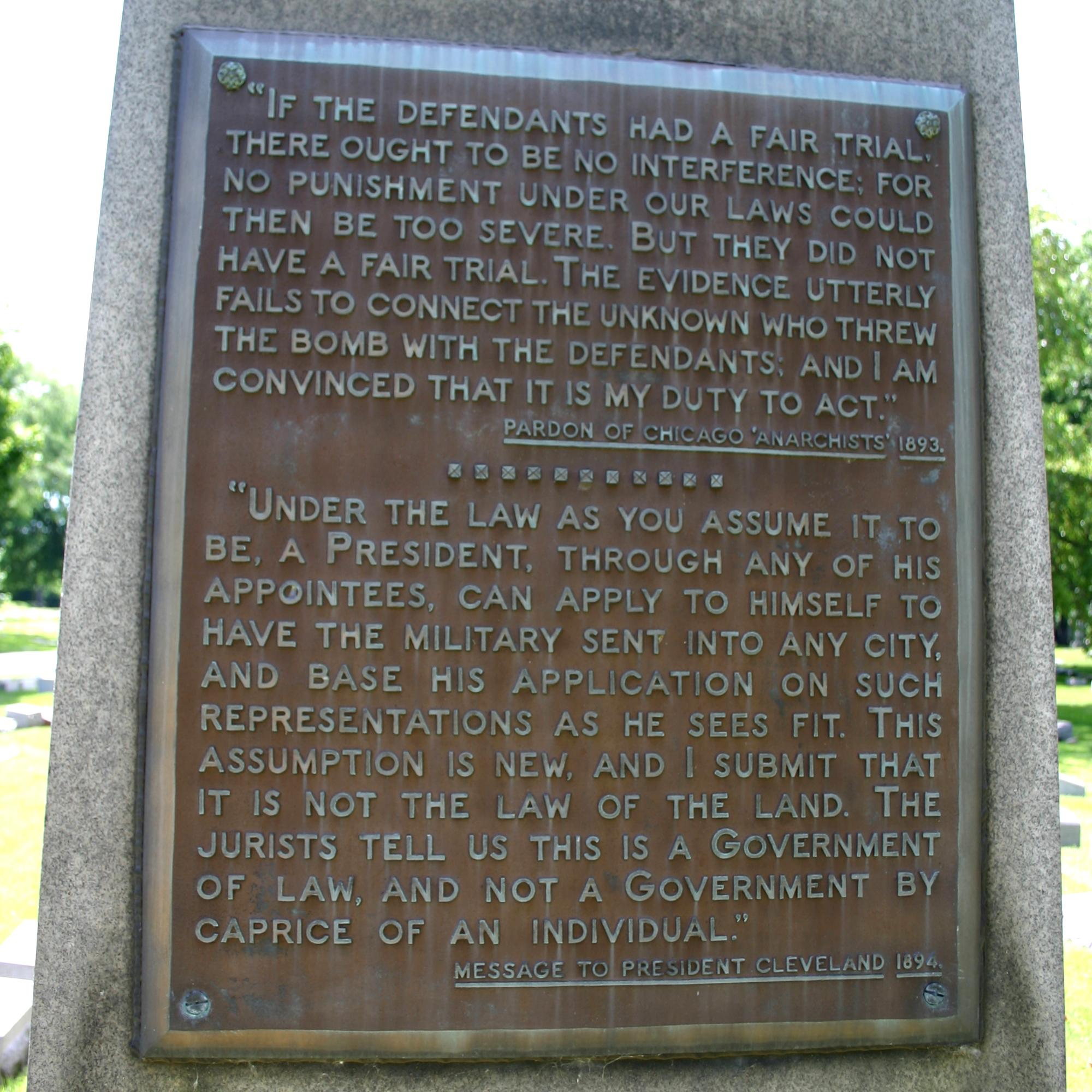
Grabstein John Peter Altgelds

1899 kandidierte Altgeld erfolglos für das Amt des Bürgermeisters von Chicago. Obwohl anfangs hoher Favorit, landete er schließlich mit 15,56 % der Stimmen abgeschlagen auf dem dritten Platz; siegreich war Amtsinhaber Carter Harrison. Altgelds letzte Lebensjahre waren traurig. Seit der fast tödlichen Erkrankung während des Bürgerkrieges kränklich kam während seiner Zeit als Gouverneur eine Gehbehinderung auf Grund von Bewegungsstörungen hinzu. Finanzielle Rückschläge führten zum Verlust seines gesamten Vermögens mit Ausnahme seines schwer mit Hypotheken belasteten Hauses. Nur die Intervention seines Freundes und früheren Protegés Clarence Darrow, in dessen Anwaltskanzlei er dann arbeitete, rettete ihn vor dem völligen Ruin. Während einer Rede, die er als Unterstützer der Buren während des laufenden Zweiten Burenkrieges hielt, starb er im Alter von 54 Jahren an einer Gehirnblutung. John Altgeld war mit Emma Ford verheiratet.